# Josef Bayerl
Josef Bayerl (* 15. Februar 1894 in München; † im 20. Jahrhundert) war ein deutscher Landrat.

## Leben
Nach dem Abitur am humanistischen Luitpold-Gymnasium München studierte Josef Bayerl – unterbrochen durch den Kriegsdienst – Rechtswissenschaften an der Ludwig-Maximilians-Universität München, wo er Mitglied des Corps Normannia war. Nach dem Ende des Krieges schloss er sich zunächst dem Freikorps an und begann mit dem juristischen Vorbereitungsdienst in München. 1920 promovierte er in Würzburg mit der Dissertation „Die internationalrechtliche Regelung der subjektiven und objektiven Wechselerfordernisse nach deutschem Recht“ zum Dr. jur. et Dr. rer. pol. Es folgte das große juristische Staatsexamen (früher Staatskonkurs) mit anschließender Einstellung als Assessor bei der Regierung von Oberbayern. Am 3. April 1923 zur Bezirksregierung der Pfalz mit Sitz in Speyer abgeordnet, kam er bereits nach kurzer Zeit zum Bezirksamt Zweibrücken. Im Mai 1925 kehrte er zur Regierung von Oberbayern zurück und wurde Regierungsrat im Bayerischen Staatsministerium des Innern. Zum 1. Mai 1937 trat er der NSDAP bei (Mitgliedsnummer 4.074.459). Bevor er am 9. Juli 1938 zum Bezirksamtsvorstand (ab 1939 Landrat) des Bezirksamts Parsberg (ab 1939 Landkreis Parsberg) wurde, war er in Hammelburg und Freising eingesetzt. Mit der Besetzung von Böhmen und Mähren am 15. März 1939 durch die deutsche Wehrmacht wurde Bayerl dem Protektorat Böhmen und Mähren zugewiesen und war dort Oberlandrat bis zum Wechsel in gleicher Funktion nach Brünn im Januar 1943. Mit Kriegsende wurde er seiner Ämter enthoben, interniert und im Entnazifizierungsverfahren durch die Spruchkammer Parsberg als Mitläufer eingestuft.
Zunächst als Angestellter im Landratsamt Vilshofen eingesetzt, wurde er am 1. Februar 1949 bei der Regierung der Oberpfalz zum  Regierungsrat ernannt und wechselte  am 1. November 1952 als Regierungsdirektor zum Staatsministerium für Wirtschaft, wo er am 1. März 1959 in den Ruhestand verabschiedet wurde.
Von 1926 bis 1933 war Bayerl Kreisvorsitzender Hammelburg im Volksverein für das katholische Deutschland.